# Henrijev zakon
Henrijev zakon je gasni zakon, koji tvrdi da je na konstantnoj temperaturi količina rastvorenog gasa u tečnosti direktno proporcionalna s parcijalnim pritiskom tog gasa, u ravnoteži s tečnošću. Ovaj zakon je postavio Vilijam Henri 1803. Drugim rečima, rastvorljivost gasa u tečnosti je direktno proporcionalna sa pritisakom gasa iznad tečnosti. 
Svakodnevni primer Henrijevog zakona su gazirana pića. Pre nego što se boca s gaziranim pićem otvori, gas iznad pića u boci je skoro čisti ugljenik-dioksid, s pritiskom malo većim od atmosferskog pritisaka. Piće isto tako sadrži rastvoreni ugljen-dioksid u sebi. Kada bocu otvorimo, deo gasa u boci se izdvoji, dajući karakteristični piskavi šum. Kako je pritisak iznad tečnosti niži, deo rastvorenog ugljen-dioksida izlazi iz rastvora u obliku mehurića, sve dok se ne uspostavi ravnoteža.

## Formula i konstanta Henrijevog zakona
Henrijev zakon u matematičkom obliku glasi:
{\displaystyle p=k_{\rm {H}}\,c}
gde je: p – parcijalni pritisak rastvorenog gasa, u vazduhu iznad rastvora, c – koncentracija rastvorene materije i kH – Henrijeva konstanta, koja zavisi od rastvorene materije, rastvarača i temperature. Neke vrednosti kH za gasove rastvorene u vodi, na temperaturi 298 K (25 ºC) su:
kiseonik (O2) : 769,2 L·atm/mol
ugljen-dioksid (CO2) : 29,4 L·atm/mol
vodonik (H2) : 1282,1 L·atm/mol

### Ostali oblici Henrijevog zakon
U raznoj literaturi mogu se naći razni oblici Henrijevog zakon, koji su navedeni u tabeli:
| jednačine: | {\displaystyle k_{\mathrm {H,pc} }={\frac {p}{c}}}                         | {\displaystyle k_{\mathrm {H,cp} }={\frac {c}{p}}}                         | {\displaystyle k_{\mathrm {H,px} }={\frac {p}{x}}} | {\displaystyle k_{\mathrm {H,cc} }={\frac {c_{\mathrm {aq} }}{c_{\mathrm {gas} }}}} |
| jedinice:  | {\displaystyle {\frac {\mathrm {L} \cdot \mathrm {atm} }{\mathrm {mol} }}} | {\displaystyle {\frac {\mathrm {mol} }{\mathrm {L} \cdot \mathrm {atm} }}} | {\displaystyle {\rm {atm\,}}}                      | bez dimenzije                                                                       |
| ---------- | -------------------------------------------------------------------------- | -------------------------------------------------------------------------- | -------------------------------------------------- | ----------------------------------------------------------------------------------- |
| O2         | 769,23                                                                     | 1,3×10−3                                                                   | 4,259×104                                          | 3,180×10−2                                                                          |
| H2         | 1282,05                                                                    | 7,8×10−4                                                                   | 7,099×104                                          | 1,907×10−2                                                                          |
| CO2        | 29,41                                                                      | 3,4×10−2                                                                   | 0,163×104                                          | 0,8317                                                                              |
| N2         | 1639,34                                                                    | 6,1×10−4                                                                   | 9,077×104                                          | 1,492×10−2                                                                          |
| He         | 2702,7                                                                     | 3,7×10−4                                                                   | 14,97×104                                          | 9,051×10−3                                                                          |
| Ne         | 2222,22                                                                    | 4,5×10−4                                                                   | 12,30×104                                          | 1,101×10−2                                                                          |
| Ar         | 714,28                                                                     | 1,4×10−3                                                                   | 3,955×104                                          | 3,425×10−2                                                                          |
| CO         | 1052,63                                                                    | 9,5×10−4                                                                   | 5,828×104                                          | 2,324×10−2                                                                          |

gde je:
c = koncentracija rastvorene materije u rastvoru (u mol/L)
p = parcijalni pritisak rastvorenog gasa, u vazduju iznad rastvora (u atm)
x = molni udeo gasa u rastvoru (bez dimenzija)
Henrijev zakon se može primeniti samo na rastvarače koji hemijski ne reaguaju sa rastvorenom materijom. Tipičan primer gasa koji reaguje sa rastvaračom je ugljen-dioksid, koji stvara ugljenu kiselinu (H2CO3), do određenog stupnja u vodi. 

## Temperaturna zavisnost Henrijeve konstante od temperature
Kako se temperature menja, tako se i menja Henrijeva konstanta. Postoje razne formule za izražavanje uticaja temperature na Henrijevu konstantu. Tako na primer van’t Hofova jednačina glasi:
{\displaystyle k_{\rm {H,pc}}(T)=k_{\rm {H,pc}}(T^{\ominus })\,\exp {\left[-C\,\left({\frac {1}{T}}-{\frac {1}{T^{\ominus }}}\right)\right]}\,}
{\displaystyle k_{\rm {H,cp}}(T)=k_{\rm {H,cp}}(T^{\ominus })\,\exp {\left[C\,\left({\frac {1}{T}}-{\frac {1}{T^{\ominus }}}\right)\right]}\,}
gde je:
kH – Henrijeva konstanta zavisna od temperature
T - apsolutna temperatura
To – odnosi se na standardnu temperaturu (298 K).
Ova jednačina je samo približna vrednost, i treba je koristiti samo ako nema eksperimentalnih rezultata za dati gas. 
Sledeća tabela daje neke vrednosti C (u Kelvinima) za gornju jednačinu:
| gas  | O2   | H2  | CO2  | N2   | He  | Ne  | Ar   | CO   |
| C(K) | 1700 | 500 | 2400 | 1300 | 230 | 490 | 1300 | 1300 |

Kako se rastvorljivost gasova obično smanjuje s povećanjem temperature, parcijalni pritisak obično raste. Dok grejemo vodu (zasićenu azotom) od 25°C do 95°C, rastvorljivost će se smanjiti za 43% od početne vrednosti. To se može videti na dnu posude u kojoj grejemo vodu, gde mehurići gasa intenzivno izlaze pre nego se dostigne vrelište. Slično tome, ugljen-dioksid u gaziranom piću izlazi puno brže ako se ne hladi, jer se povećava parcijalni pritisak s povećanjem temperature. Parcijalni pritisak CO2 u gasnoj fazi, u ravnoteži s morskom vodom, postaje dvostruk svakih 16°C povećanja temperature.
Konstanta C se može izraziti kao:
{\displaystyle C=-{\frac {\Delta _{\rm {solv}}H}{R}}=-{\frac {{\rm {d}}\left[\ln k_{\rm {H}}(T)\right]}{{\rm {d}}(1/T)}}}
gde je:
ΔsolvH - entalpija rastvaranja
R – univerzalna gasna konstanta
Rastvorljivost gasova se ne smanjuje uvek s povećanjem temperature. Za vodene rastvore, Henrijeva konstanta obično ima svoj maksimum. Za većinu gasova, minimum je ispod 120°C. Primećeno je da što je manji molekul gasa (manja rastvorljivost u vodi), to je niža temperatura maksimuma Henrijeve konstante. Tako je za helijum maksimum oko 30°C, 92 do 93°C za argon, azot i kiseonik, i 114°C za ksenon.

## U geofizici
U geofizici, jedan oblik Henrijevog zakona, za rastvorljivost plemenitih gasova u kontaktu s rastvorenim silikatima, je sledeći:
{\displaystyle C_{\rm {melt}}/C_{\rm {gas}}=\exp \left[-\beta (\mu _{\rm {melt}}^{\rm {E}}-\mu _{\rm {gas}}^{\rm {E}})\right]\,}
gde je:
C - brojna gustina rastvorenog gasa u rastvoru i u gasnoj fazi
β - 1/kBT, recipročna temperaturna skala: kB = Bolcmanova konstanta
µE - višak hemijskog potencijala rastvorenog gasa u dve faze

### Poređenje sa Raulovim zakonom
Za rastvore, koncentracija rastvorene materije je otprilike proporcionalna s molnim udelom x, i Henrijev zakon se može pisati kao:
{\displaystyle p=k_{\rm {H}}\,x}
To se može uporediti sa Raulovim zakonom:
{\displaystyle p=p^{\star }\,x}
gde je p* - pritisak pare čiste komponente. 
Na prvi pogled, Raulov zakon izgleda kao poseban slučaj Henrijevog zakona, gde vrijedi kH = p*. To vredi za hemijske elemente koji su slični, kao što su benzen i toluen, koje se pokoravaju Raulovom zakonu u celom rasponu. Takve mešavine se nazivaju “idealnim": 
Raulov zakon: {\displaystyle \lim _{x\to 1}\left({\frac {p}{x}}\right)=p^{\star }}
Henrijev zakon: {\displaystyle \lim _{x\to 0}\left({\frac {p}{x}}\right)=k_{\rm {H}}}

## Spoljašnje veze
- EPA On-line Tools for Site Assessment Calculation – Henry's law conversion